# Sepulcro de Diego de Covarrubias

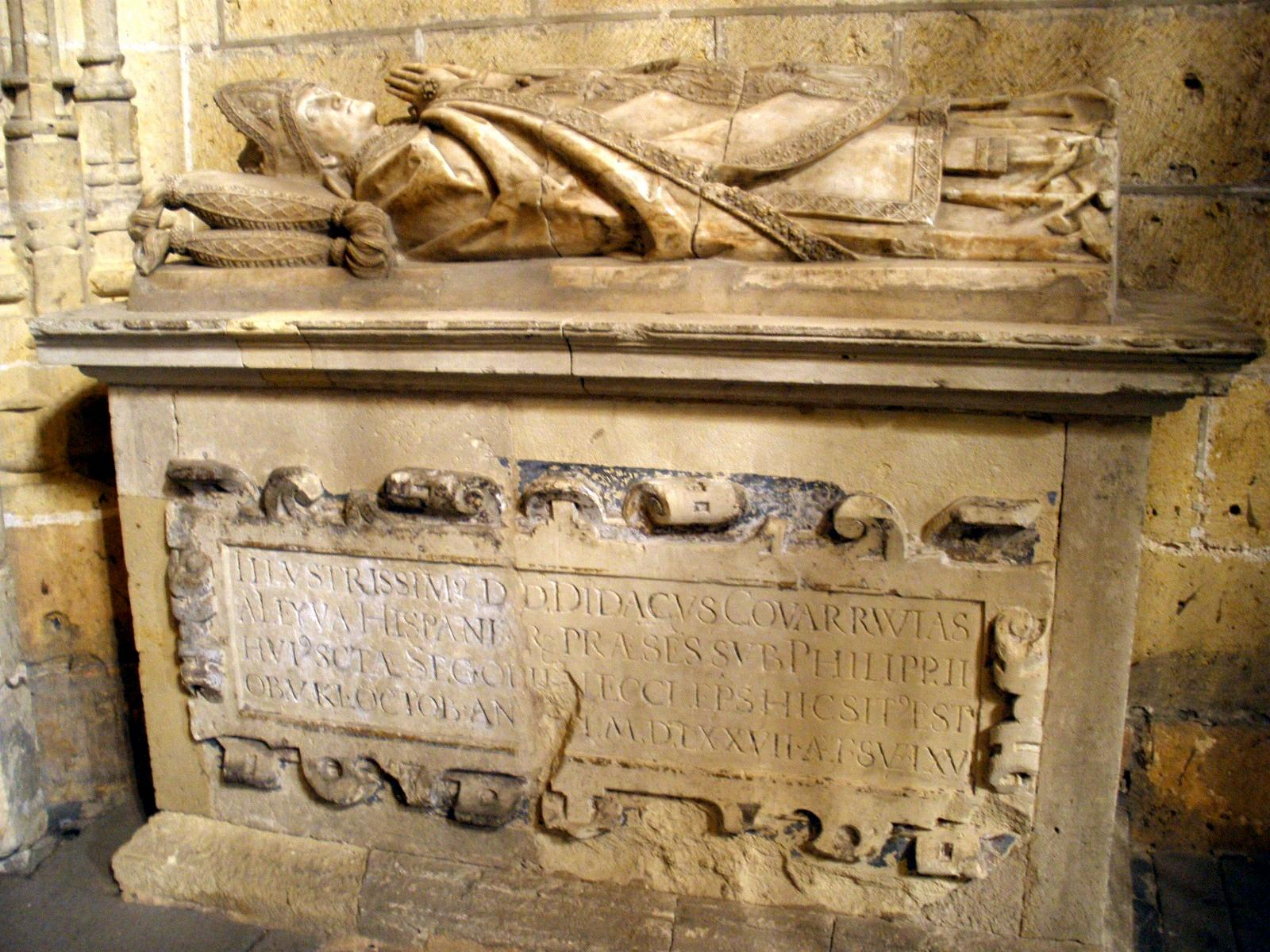
Sepulcro de Diego de Cobarruvias en la catedral de Segovia.

El sepulcro de Diego de Covarrubias es un monumento funerario correspondiente a la segunda mitad del siglo XVI ubicado en la capilla del Cristo del Consuelo de la catedral de Segovia (España). Representa a Diego de Covarrubias y Leiva, que fue arzobispo de Santo Domingo, obispo de Ciudad Rodrigo, de Segovia y de Cuenca, además de presidente del Consejo de Castilla.
El sepulcro estuvo ubicado primeramente en el trascoro de la catedral, y trasladado posteriormente a su emplazamiento actual, la capilla del Cristo del Consuelo. Es una pieza de alabastro, realizado en el siglo XVI y representa al prelado en posición yacente. Contiene la siguiente inscripción en latín, labrada en el panel frontal:

Ilustrissimus D. D. Didacus Cobarrubias á Leiva Hispaniar. Praes. sub Philipo II. Hujus S. Ecclesiae Episcopus hic situs est. Obiit V Kalend. Octobr. anni Domini M.D.L.XXVII. Etatis suae LXV.